# Sirens (US-amerikanische Fernsehserie)
Sirens ist eine US-amerikanische Fernsehserie, welche am 6. März 2014 ihre Premiere beim Sender USA Network feierte.
Die Serie besteht aus 23 Folgen in zwei Staffeln, da der ausstrahlende Sender aufgrund schwacher Quoten von einer Fortsetzung absah.
Eine deutschsprachige Erstausstrahlung war ursprünglich ab 20. Juli 2015 bei ProSieben geplant. Wegen Umstrukturierungen in der Prime Time wurde der Sendetermin auf den 27. November verlegt.

## Handlung
Die Serie handelt von den Rettungsassistenten Johnny und Hank und dem Rettungsassistenten im Praktikum Brian, die zusammen in einer Schicht auf dem Rettungswagen bei den Emergency Medical Technicians Chicago eingesetzt sind. Hank ist in seinem Job sehr erfahren und definiert sich in der Serie als afroamerikanischer Homosexueller. Sein langjähriger Kollege Johnny ist bindungsscheu und ein Narzisst. Zusammen arbeiten sie den neuen Kollegen Brian ein, der noch sehr unerfahren ist.

## Besetzung und Synchronisation
Die deutschsprachige Synchronisation der Serie erfolgte bei der Arena Synchron GmbH, Berlin unter Dialogbuch von Oliver Müller und Cay-Michael Wolf.
| Schauspieler     | Charakter                     | Synchronsprecher          |
| ---------------- | ----------------------------- | ------------------------- |
| Michael Mosley   | Johnny Farrell                | Tim Knauer                |
| Kevin Daniels    | Henry Isaiah „Hank“ St. Clare | Oliver Feld               |
| Kevin Bigley     | Brian Czyk                    | Constantin von Jascheroff |
| Jessica McNamee  | Theresa Kelly                 | Magdalena Turba           |
| Bill Nunn        | Cash                          | Axel Lutter               |
| Josh Segarra     | Billy Cepeda                  | Valentin Stilu            |
| Kelly O’Sullivan | Valentina „Voodoo“ Dunacci    | Anja Stadlober            |
| Maura Kidwell    | Claire „Stats“ Bender         | Anita Hopt                |